# Río Jiménez (Costa Rica)
Río Jiménez es un distrito del cantón de Guácimo, en la provincia de Limón, de Costa Rica.

## Historia
Río Jiménez fue creado el 26 de junio de 1971 por medio de Decreto 1769-G.
En 2021, por medio del expediente de Ley 22.010, al cantón de Guácimo se le añadieron 225 kilómetros cuadrados, traspasados desde el cantón de Pococí al distrito de Río Jiménez.

## Geografía
Río Jiménez cuenta con un área de 333,71 km² y una altitud media de 10 m s. n. m.
Luego de la rectificación de límites de 2021, el distrito y en consecuencia el cantón, limitan desde entonces al norte con el Parque nacional Tortuguero y al este con el Mar Caribe.

## Demografía
Para el año 2022, Río Jiménez cuenta con una población estimada de 10 382 habitantes, y para el último censo efectuado, en 2011, Río Jiménez contaba con una población de 8742 habitantes.

## Localidades
- Poblados: Ángeles, Bocas del Río Silencio, Camarón, Cartagena, Dulce Nombre, Escocia, Irlanda, Jardín, Ligia, Lucha, Santa María, Santa Rosa, Socorro.
- Localidades previamente del cantón de Pococí: Colorado Oriente, Línea Vieja, Coopemalanga, San Gerardo, La Aurora, La Morenita, Los Palmares, Caño Sirena, Finca Thames, Finca Lomas, Milla Cuatro, Jalova, Lomas de Sierpe y El Zancudo.[3]

## Transporte

### Carreteras
Al distrito lo atraviesan las siguientes rutas nacionales de carretera:
- Ruta nacional 248
- Ruta nacional 811